# Tournée de l'équipe des Lions britanniques et irlandais de rugby à XV en 1903
L'équipe des Lions Britanniques a perdu la tournée organisée en 1903 avec une défaite, et deux matchs nuls contre l'équipe d'Afrique du Sud. 
Le temps des tournées faciles est terminé. Le 12 septembre 1903 l'équipe conduite par Ferdie Aston remporte le troisième test match contre les Lions britanniques 8-0, après deux matchs nuls. Il faudra attendre un demi-siècle pour que les Sud-africains perdent une série de test matchs à domicile ou à l'extérieur. Plusieurs britanniques jouent alors dans l'équipe sud-africaine, l'Écossais Saxon McEwan, l'Irlandais H.H. Ferris et le Gallois J.E.C. Partridge. La tournée a lieu peu de temps après la fin de la guerre entre Boers et Britanniques, plusieurs joueurs sud-africains avaient combattu dans les rangs des Boers. Les Lions disputent 22 matchs durant cette tournée, ils remportent 11  victoires, perdent 8 matchs et font 3 matchs nuls.

## Équipe en tournée
- Manager: J. Hammond

### Arrière
- E.M. Harrison (Guy's Hospital)

### Trois-quarts
- A.E. Hind (Cambridge University)
- Ian Davidson (North of Ireland)
- G.F. Collett (Gloucestershire)
- Reg Skrimshire (Newport)
- E.F. Walker (Lennox)

### Demis
- L.L. Greig (United Services)
- John Gillespie (Edinburgh Adademicals)
- Robert Neill (Edinburgh Adademicals)
- Patrick Hancock (Richmond)

### Avants
- Mark Morrison (Royal HFSP) (capitaine)
- David Bedell-Sivright (Cambridge University)
- W.P. Scott (West of Scotland)
- W.T.C. Cave (Cambridge University)
- J.C. Hosack (Edinburgh Wanderers)
- R.S. Smyth (Dublin University)
- A. Tedford (Malone RFC)
- Joseph Wallace (Wanderers)
- James Wallace (Wanderers)
- F.M. Stout (Richmond)
- T.A. Gibson (Cambridge University)

## Résultats
|          | Date         | Opposition               | Lieu                | Résultat  | Score |
| -------- | ------------ | ------------------------ | ------------------- | --------- | ----- |
| Match 1  | 9 juillet    | Western Province Country | Le Cap              | Défaite   | 7-13  |
| Match 2  | 11 juillet   | Western Province Towns   | Le Cap              | Défaite   | 3-12  |
| Match 3  | 13 juillet   | Western Province         | Le Cap              | Défaite   | 4-8   |
| Match 4  | 18 juillet   | Port Elizabeth           | Port Elizabeth      | Victoire  | 13-0  |
| Match 5  | 20 juillet   | Eastern Province         | Port Elizabeth      | Victoire  | 12-0  |
| Match 6  | 22 juillet   | Grahamstown              | Grahamstown         | Victoire  | 28-7  |
| Match 7  | 25 juillet   | King William's Town      | King William's Town | Victoire  | 37-3  |
| Match 8  | 27 juillet   | East London              | East London         | Victoire  | 7-5   |
| Match 9  | 1er août     | Griqualand West          | Kimberley           | Défaite   | 0-11  |
| Match 10 | 4 août       | Griqualand West          | Kimberley           | Défaite   | 6-8   |
| Match 11 | 8 août       | Transvaal                | Johannesburg        | Défaite   | 3-12  |
| Match 12 | 11 août      | Pretoria                 | Pretoria            | Victoire  | 15-3  |
| Match 13 | 13 août      | Pietermaritzburg         | Pietermaritzburg    | Victoire  | 15-0  |
| Match 14 | 15 août      | Durban                   | Durban              | Victoire  | 22-0  |
| Match 15 | 19 août      | Witwatersrand            | Johannesburg        | Victoire  | 12-0  |
| Match 16 | 22 août      | Transvaal                | Johannesburg        | Défaite   | 4-14  |
| Match 17 | 26 août      | Afrique du Sud           | Johannesburg        | Match nul | 10-10 |
| Match 18 | 29 août      | Orange River County      | Bloemfontein        | Victoire  | 17-16 |
| Match 19 | 2 septembre  | Griqualand West          | Kimberley           | Victoire  | 11-5  |
| Match 20 | 5 septembre  | Afrique du Sud           | Kimberley           | Match nul | 0-0   |
| Match 21 | 10 septembre | Western Province         | Le Cap              | Match nul | 3-3   |
| Match 22 | 12 septembre | Afrique du Sud           | Le Cap              | Défaite   | 0-8   |

## Résultats des test-matchs
| No | Date              | Lieu                    | Match                               | Score   | Compétition |
| -- | ----------------- | ----------------------- | ----------------------------------- | ------- | ----------- |
| 1  | 29 août 1903      | Johannesburg, Transvaal | Afrique du Sud – Lions britanniques | 10 – 10 | Test        |
| 2  | 5 septembre 1903  | Kimberley, Le Cap       | Afrique du Sud – Lions britanniques | 0 – 0   | Test        |
| 3  | 12 septembre 1903 | Le Cap, Le Cap          | Afrique du Sud – Lions britanniques | 8 – 0   | Test        |